# Budderoo-Nationalpark
Der Budderoo-Nationalpark ist ein Nationalpark im Osten des australischen Bundesstaates New South Wales, rund zehn Kilometer westlich von Kiama und rund 100 Kilometer südlich von Sydney. Bekannt ist er durch seinen Pfad über Holzstege durch den Minnamurra-Regenwald.
Darüber hinaus sind im Park Wasserfälle zu sehen und es gibt Picknick- und Barbecueplätze, ebenso wie ein Besucherzentrum. Der Park wurde am 3. Oktober 1986 eröffnet und wird vom NSW National Park and Wildlife Service betrieben.

## Anschließende Naturschutzgebiete
Die Barren Grounds Nature Reserve, ein staatliches Naturschutzgebiet, schließt im Osten an den Nationalpark an. Der Yarrawa State Forest, ein geschütztes staatliches Waldgebiet, ist nicht weit von der Westgrenze des Nationalparks entfernt.